# 水星站 (里尔地铁)
水星站是法国北部里尔欧洲都会区的一个地铁车站，位于里尔地铁2号线上，圖爾寬市镇范围内，自1999年8月18日起开放。

## 位置
水星站（50°42'0"N, 3°9'36"E）位于圖爾寬境内，甘必大大道与运河街交汇处附近。

## 设施
水星站为一个地下车站，通过自动扶梯连接地面，设有自动售票机、电子显示器、屏蔽门等设施。

## 站台设置
| 西↑ |      |                      |
|     | 侧式 |                      |
|     |      | 洛姆-圣菲利贝尔方向← |
|     |      | 德龙中心医院方向→    |
|     | 侧式 |                      |
| 东↓ |      |                      |

## 配套交通

### 城市公共交通
水星站附近暂无可接驳的公共交通线路。

### 社会车辆
水星站附近街道可停靠少量机动车。

## 临近车站
| 上一站                    | 里尔地铁 | 里尔地铁      | 里尔地铁 | 下一站               |
| ------------------------- | -------- | ------------- | -------- | -------------------- |
| 阿尔萨斯往洛姆-圣菲利贝尔 |          | 里尔地铁2号线 |          | 卡尔列往德龙中心医院 |